# لوگارنو، نیوساوت ولز
لوگارنو (به انگلیسی: Lugarno) یک حومه شهر در استرالیا است که در نیو ساوت ولز واقع شده‌است.